# 神吽
神吽（じんうん/しんうん）は、宇佐八幡宮弥勒寺学頭（学僧）である。八幡神の縁起、宇佐八幡宮の創祀以来の由緒・縁起・旧記・託宣の集大成である『八幡宇佐宮御託宣集』を23年の歳月を費やし正和2年（1313年）に完成させた。

## 編纂物
宇佐八幡宮を創建した大神比義命の子孫で、宇佐八幡宮弥勒寺学頭であった。
正和2年（1313年）、23年の歳月を費やし、宇佐八幡宮の創祀以来の由緒・縁起・旧記・託宣の集大成である『八幡宇佐宮御託宣集』を完成させた。